# Кірхгайлінген
Кірхгайлінген (нім. Kirchheilingen) — громада в Німеччині, розташована в землі Тюрингія. Входить до складу району Унструт-Гайніх. Складова частина об'єднання громад Бад-Теннштедт.
Площа — 16,51 км2. Населення становить 793 ос. (станом на 31 грудня 2021).